# Pintor de Atenea

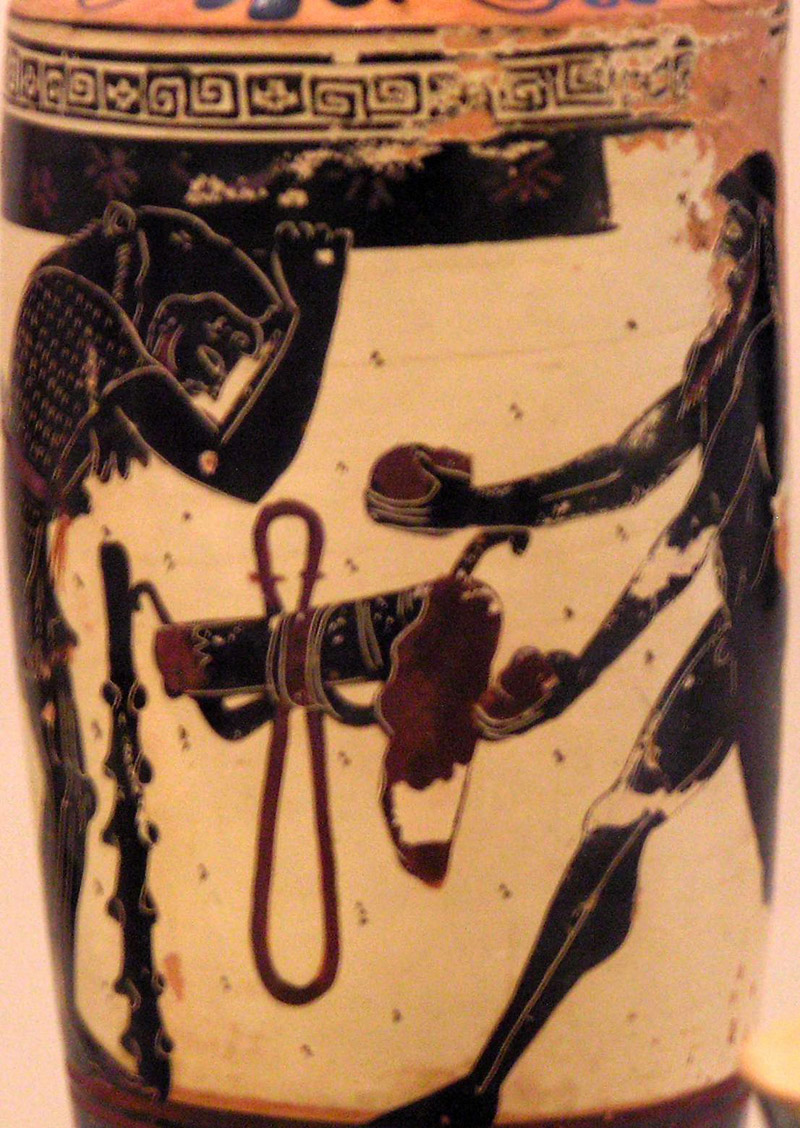
Heracles y Atlas en un lécito de fines del, Museo Arqueológico Nacional de Atenas, Atenas

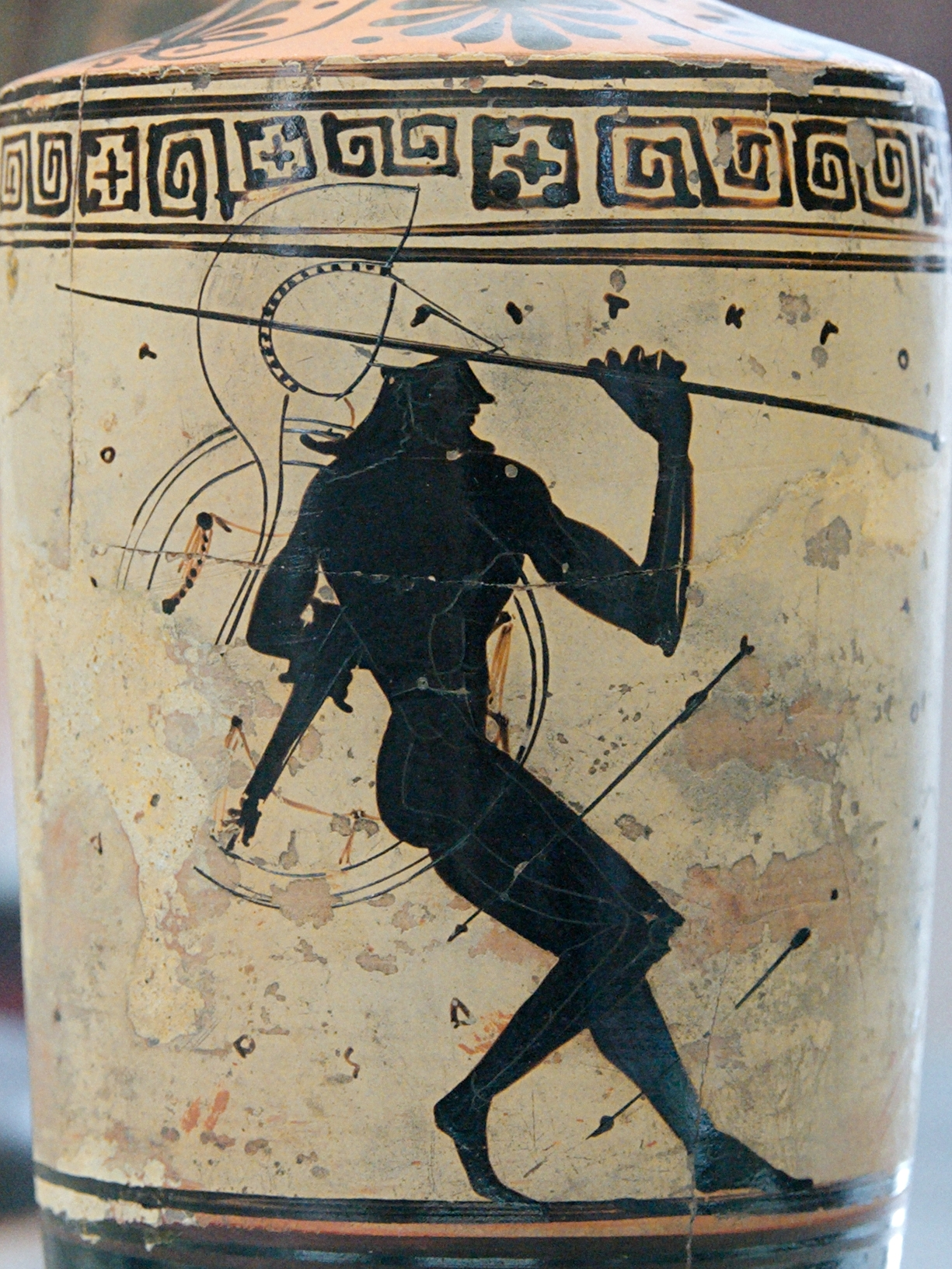
Lécito de guerrero de 475-550 a. C, Cabinet des médailles, París.

Como Pintor de Atenea se conoce a quien dibujó varias obras griegas de cerámica de figuras negras usando la técnica de fondo blanco del siglo V a. C.. Se especializó en lécitos y en sus obras se refiere a Atenea como su temática principal, y junto con el pintor de Teseo continuaron la tradición de pintar lécitos grandes. Sus figuras negras en ellos son de alta calidad, y amén de lécitos, decoró otros objetos como enócoes. Algunos arqueólogos dicen que podía tratarse de la misma persona que el Pintor de Bowdoin, de cerámica de figuras rojas, aunque quizá se solo trabajaban en el mismo taller. Su taller sería muy importante en la producción de este tipo de obras.